# Lampre-Merida/Saison 2015
Diese Liste beschreibt die Mannschaft und die Erfolge des Radsportteams Lampre-Merida in der Saison 2015.

## Saison 2015

### Erfolge in der UCI WorldTour
| Datum         | Rennen                     | Sieger            |
| ------------- | -------------------------- | ----------------- |
| 13. März      | 5. Etappe Paris–Nice       | Davide Cimolai    |
| 13. Mai       | 5. Etappe Giro d’Italia    | Jan Polanc        |
| 15. Mai       | 7. Etappe Giro d’Italia    | Diego Ulissi      |
| 22. Mai       | 13. Etappe Giro d’Italia   | Sacha Modolo      |
| 27. Mai       | 17. Etappe Giro d’Italia   | Sacha Modolo      |
| 14. Juni      | 2. Etappe Tour de Suisse   | Kristijan Đurasek |
| 20. Juli      | 16. Etappe Tour de France  | Rubén Plaza       |
| 4. September  | 13. Etappe Vuelta a España | Nélson Oliveira   |
| 12. September | 20. Etappe Vuelta a España | Rubén Plaza       |

### Erfolge in der UCI Africa Tour
| Datum    | Rennen                                       | Kat. | Sieger       |
| -------- | -------------------------------------------- | ---- | ------------ |
| 27. Juni | Äthiopische Meisterschaft – Einzelzeitfahren | CN   | Tsgabu Grmay |
| 28. Juni | Äthiopische Meisterschaft – Straßenrennen    | CN   | Tsgabu Grmay |

### Erfolge in der UCI Asia Tour
| Datum           | Rennen                                       | Kat. | Sieger            |
| --------------- | -------------------------------------------- | ---- | ----------------- |
| 20. Februar     | 4. Etappe Tour of Oman                       | 2.HC | Rafael Valls      |
| 17.–22. Februar | Gesamtwertung Tour of Oman                   | 2.HC | Rafael Valls      |
| 23. Mai         | 6. Etappe Tour of Japan                      | 2.1  | Valerio Conti     |
| 24. Mai         | 7. Etappe Tour of Japan                      | 2.1  | Niccolò Bonifazio |
| 11. Juli        | 7. Etappe Tour of Qinghai Lake               | 2.HC | Ilja Koschewoj    |
| 22. Oktober     | 3. Etappe Tour of Hainan                     | 2.HC | Sacha Modolo      |
| 23. Oktober     | 4. Etappe Tour of Hainan                     | 2.HC | Sacha Modolo      |
| 20.–28. Oktober | Gesamtwertung Tour of Hainan                 | 2.HC | Sacha Modolo      |
| 28. November    | Taiwanische Meisterschaft – Straßenrennen    | CN   | Chun Kai Feng     |
| 29. November    | Taiwanische Meisterschaft – Einzelzeitfahren | CN   | Chun Kai Feng     |

### Erfolge in der UCI Europe Tour
| Datum            | Rennen                                          | Kat. | Sieger            |
| ---------------- | ----------------------------------------------- | ---- | ----------------- |
| 19. Februar      | Trofeo Laigueglia                               | 1.HC | Davide Cimolai    |
| 1. März          | Gran Premio di Lugano                           | 1.HC | Niccolò Bonifazio |
| 30. April        | 5. Etappe Türkei-Rundfahrt                      | 2.HC | Sacha Modolo      |
| 26. April–3. Mai | Gesamtwertung Türkei-Rundfahrt                  | 2.HC | Kristijan Đurasek |
| 26. Juni         | Portugiesische Meisterschaft – Einzelzeitfahren | CN   | Nélson Oliveira   |
| 28. Juni         | Portugiesische Meisterschaft – Straßenrennen    | CN   | Rui Costa         |
| 28. Juni         | Slowenische Meisterschaft – Straßenrennen       | CN   | Luka Pibernik     |

### Zugänge – Abgänge
| Zugänge        | Team 2014          | Abgänge            | Team 2015                      |
| -------------- | ------------------ | ------------------ | ------------------------------ |
| Rubén Plaza    | Movistar Team      | Winner Anacona     | Movistar Team                  |
| Tsgabu Grmay   | MTN Qhubeka        | Elia Favilli       | Southeast                      |
| Mário Costa    | OFM-Quinta da Lixa | Luca Wackermann    | Southeast                      |
| Luka Pibernik  | Radenska           | Damiano Cunego     | Nippo-Vini Fantini             |
| Chun Kai Feng  | Team Gusto         | Christopher Horner | Airgas-Safeway                 |
| Ilja Koschewoj | Neoprofi           | Andrea Palini      | Skydive Dubai Pro Cycling Team |
|                |                    | Luca Dodi          | Unbekannt                      |

### Mannschaft
| Name                | Geburtstag         | Nationalität        |              |
| ------------------- | ------------------ | ------------------- | ------------ |
| Niccolò Bonifazio   | 29. Oktober 1993   | Italien             |              |
| Matteo Bono         | 11. November 1983  | Italien             |              |
| Mattia Cattaneo     | 25. Oktober 1990   | Italien             |              |
| Davide Cimolai      | 13. August 1989    | Italien             |              |
| Valerio Conti       | 30. März 1993      | Italien             |              |
| Mário Costa         | 15. November 1985  | Portugal            |              |
| Rui Costa           | 5. Oktober 1986    | Portugal            |              |
| Kristijan Đurasek   | 26. Juli 1987      | Kroatien            |              |
| Chun Kai Feng       | 2. November 1988   | Chinesisch Taipeh   |              |
| Roberto Ferrari     | 9. März 1983       | Italien             |              |
| Tsgabu Grmay        | 25. August 1991    | Äthiopien           |              |
| Ilja Koschewoj      | 20. März 1991      | Belarus             |              |
| Sacha Modolo        | 19. Juni 1987      | Italien             |              |
| Manuele Mori        | 9. August 1980     | Italien             |              |
| Przemysław Niemiec  | 11. April 1980     | Polen               |              |
| Nélson Oliveira     | 6. März 1989       | Portugal            |              |
| Luka Pibernik       | 23. Oktober 1993   | Slowenien           |              |
| Rubén Plaza         | 29. Februar 1980   | Spanien             |              |
| Jan Polanc          | 6. Mai 1992        | Slowenien           |              |
| Filippo Pozzato     | 10. September 1981 | Italien             |              |
| Maximiliano Richeze | 7. März 1983       | Argentinien         |              |
| José Serpa          | 17. April 1979     | Kolumbien           |              |
| Diego Ulissi *      | 15. Juli 1989      | Italien             |              |
| Rafael Valls        | 25. Juni 1987      | Spanien             |              |
| Xu Gang             | 28. Januar 1984    | Volksrepublik China |              |
| Stagiaires          | Stagiaires         | Nationalität        | Nationalität |
| Filippo Ganna       | Filippo Ganna      | Italien             |              |
| Luca Pacioni        | Luca Pacioni       | Italien             |              |
| Edward Ravasi       | Edward Ravasi      | Italien             |              |

* suspendiert